# Francisco Villa, Amatán
Francisco Villa är en ort i Mexiko.   Den ligger i kommunen Amatán och delstaten Chiapas, i den sydöstra delen av landet, 700 km öster om huvudstaden Mexico City. Francisco Villa ligger 745 meter över havet och antalet invånare är 201.
Terrängen runt Francisco Villa är kuperad norrut, men söderut är den bergig. Runt Francisco Villa är det ganska tätbefolkat, med 90 invånare per kvadratkilometer. Närmaste större samhälle är Pueblo Nuevo Jolistahuacan, 19,6 km söder om Francisco Villa. I omgivningarna runt Francisco Villa växer i huvudsak städsegrön lövskog.